# 장릉배식록
《장릉배식록》(莊陵配食錄)은 1791년 당시 조선(朝鮮)의 제22대 왕 정조(正祖)가 1457년에 훙서한 단종(端宗)을 위하여 기개 어린 절의를 지키었던 옛 충신들을 추제 및 추념하고 배향을 하여 그 명단을 기록한 저서이다. 여기서 "장릉"은 단종의 능인 장릉(莊陵)을 말한다.

## 같이 보기
- 사육신
- 생육신
- 육종영